# J. J. Redick
Jonathan Clay Redick (Cookeville, Tennessee, 24 de junio de 1984) es un exjugador y entrenador de baloncesto estadounidense que disputó 15 temporadas en la NBA y que actualmente dirige a Los Angeles Lakers. Con 1,91 metros de estatura, jugaba en la posición de escolta.

## Carrera

### High School
Redick acudió al instituto Cave Spring High School  en Roanoke, Virginia. Acabó su trayectoria en el instituto como el máximo anotador en la historia de la AAA de Virginia con 2215 puntos y lideró al equipo al campeonato estatal con 41 puntos en la final. También se coronó como ganador del concurso de triples del McDonald's All-American.

### Universidad
Redick pasó cuatro temporadas con los Devils de la universidad Duke donde se convirtió en una leyenda del baloncesto universitario y es considerado por muchos uno de los mejores jugadores de la historia de la NCAA, y de los tiradores más puros que ha habido. Durante su primer año, en el partido por el campeonato de la ACC anotó 41 puntos en la victoria ante North Carolina State.

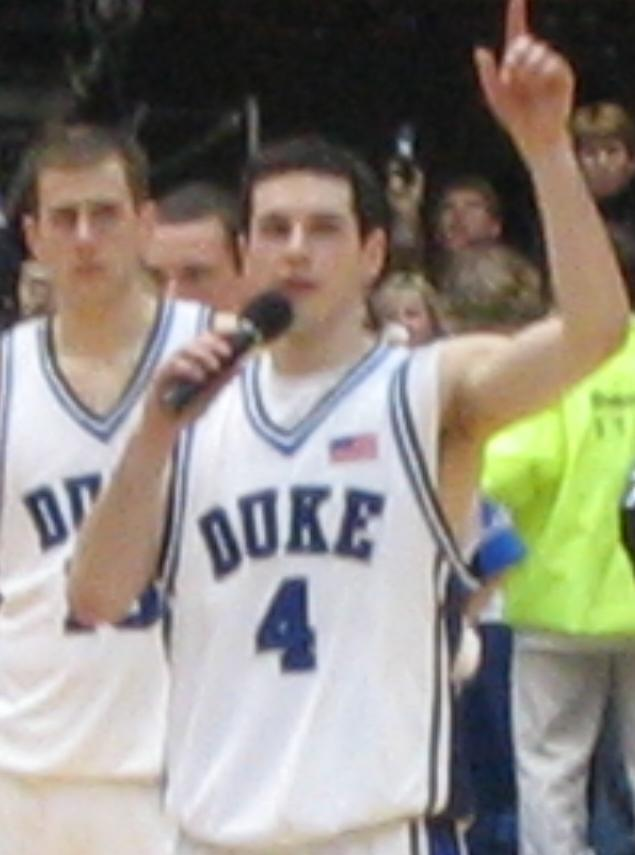
J. J. Redick con Duke.

En su año sophomore, en 2003-04, Redick alcanzó la Final Four tras vencer a Xavier en la final regional, sin embargo, se quedaron a las puertas después de caer en semifinales ante UConn Huskies 79-78. Promedió 15,9 puntos, 3,1 rebotes y 1,6 asistencias. Superó su propio récord de tiros libres anotados consecutivamente con 54, cifra récord en la NCAA.
Durante su año júnior, cocapitaneó el equipo junto al base Daniel Ewing, y tras promediar 21,8 puntos se ganó el Premio Adolph Rupp (superando a Andrew Bogut, quien se llevó el Universitario del Año), un trofeo recibido por el mejor jugador de baloncesto masculino de la División I de la NCAA. Está considerado como uno de los premios más importantes del baloncesto universitario. También logró el título de Jugador del Año en la ACC. Con Duke caería en semifinales regionales ante Michigan State.
En 2006 hizo historia logrando en su año sénior los 4 premios más importantes del baloncesto universitario a nivel general: El Universitario del Año (o Naismith College Player of the Year), el Premio John R. Wooden, el Oscar Robertson Trophy y el Premio Adolph Rupp (solo dos jugadores han logrado este trofeo más de dos veces, Ralph Sampson y Bill Walton), además del título de Jugador del Año en la ACC. Acabó la temporada con unos deslumbrantes promedios de 26,8 puntos, 2 rebotes y 2,6 asistencias. Con 964 puntos, se quedó a 6 puntos del récord de anotación en una temporada en la ACC que ostenta Dennis Scott desde 1990.
Promedió durante esas cuatro campañas, 19,9 puntos, con unos porcentajes del 40,6 en triples y del 95,2 en tiros libres. Con 2769 puntos se convirtió en el máximo anotador en la historia de Duke, de la Atlantic Coast Conference y de su torneo, con 225, superando los 220 de Len Chappell (1960-62).
Fue capitán en 2003 del equipo júnior que ganó el Mundial, dónde fue elegido mejor jugador del torneo, y en 2005 también estuvo con la selección sub-21 ganando el Mundial y los Global Games.
El 4 de febrero de 2007 en el Cameron Indoor Stadium, Duke retiró su número 4 en una ceremonia especial, convirtiéndose en el decimotercer jugador en que la universidad le retira el dorsal.

#### Estadísticas
| Año     | Equipo | PJ  | PT  | MPP  | %TC  | %3P  | %TL  | RPP | APP | ROB | TPP | PPP  |
| ------- | ------ | --- | --- | ---- | ---- | ---- | ---- | --- | --- | --- | --- | ---- |
| 2002–03 | Duke   | 33  | 30  | 30.7 | .413 | .399 | .919 | 2.5 | 2.0 | 1.2 | .1  | 15.0 |
| 2003–04 | Duke   | 37  | 35  | 31.1 | .423 | .395 | .953 | 3.1 | 1.6 | .7  | .1  | 15.9 |
| 2004–05 | Duke   | 33  | 33  | 37.3 | .408 | .403 | .938 | 3.3 | 2.6 | 1.1 | .1  | 21.8 |
| 2005–06 | Duke   | 36  | 36  | 37.1 | .470 | .421 | .863 | 2.0 | 2.6 | 1.4 | .1  | 26.8 |
| Total   | Total  | 139 | 134 | 34.0 | .433 | .406 | .912 | 2.7 | 2.2 | 1.1 | .1  | 19.9 |

### Profesional

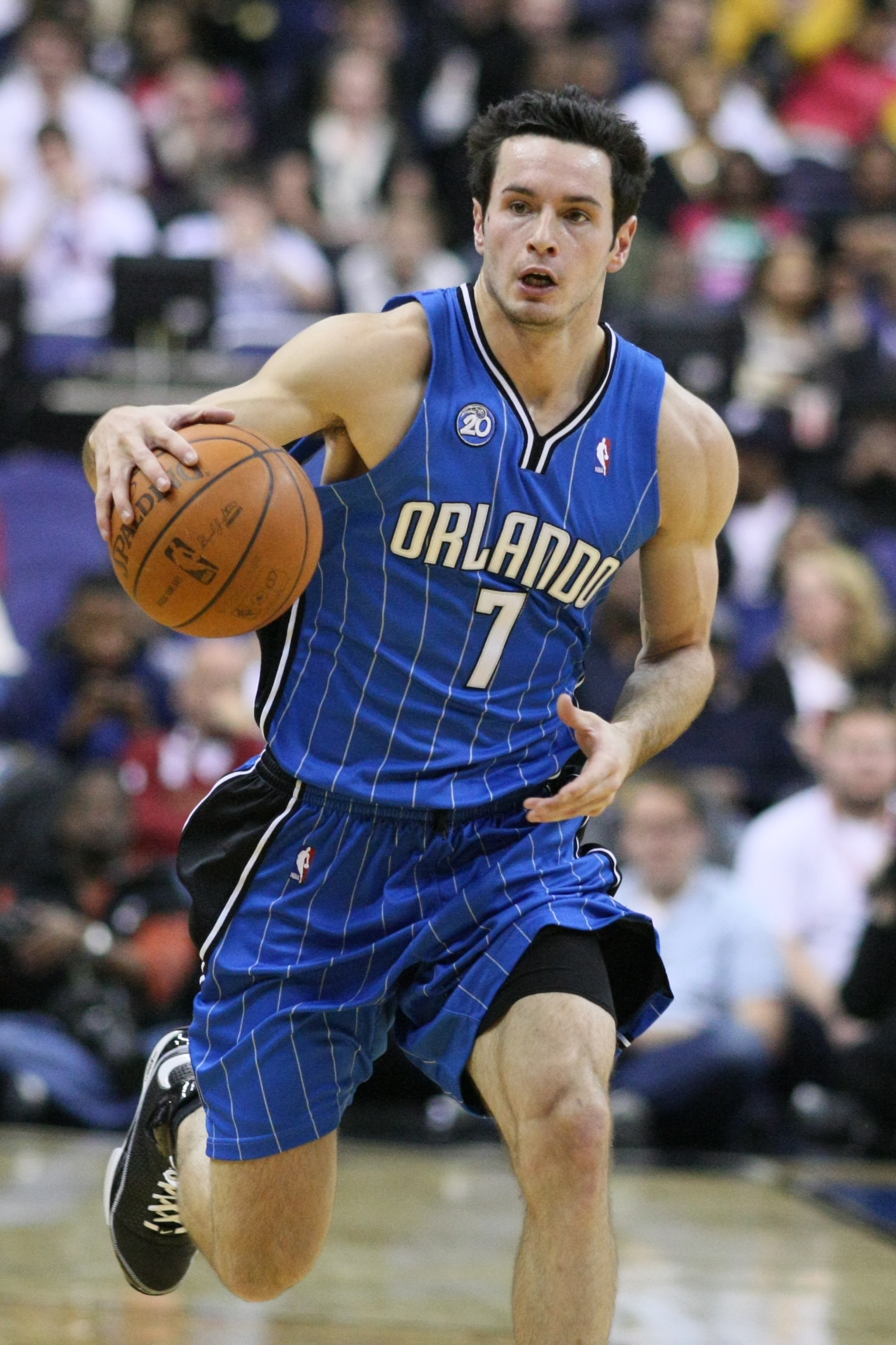
Redick, en su etapa de Orlando.

Redick fue elegido por Orlando Magic en el puesto 11 del draft de 2006. Anteriormente, durante la campos pre-draft se rumoreaba que sería elegido entre las primeras 3 posiciones, pero una lesión en la espalda le bajo consideradamente en el mock draft, por lo que terminó recayendo en la posición 11 y también le impidió participar en el Mundial FIBA 2006. Pese a la buena fama ganada en la universidad logrando premios, se lo consideraba como uno de los mejores jugadores de raza blanca hacia al futuro junto a Adam Morrison, en Orlando no contó con el beneplácito de Brian Hill. Promedió 6 puntos y 1.2 rebotes en 14.8 minutos de media, teniendo su mejor rendimiento en el mes de febrero, donde promedió 9 puntos e hizo 16 a San Antonio Spurs, su mejor marca como novato. En playoffs tuvo que esperar a debutar en el 4.º partido frente a Detroit Pistons, donde anotó 3 puntos. En 2007 pidió el traspaso, pero se le negó bajo la excusa de que el equipo iba bien encaminado hacia los playoffs.
En la temporada 2008-2009, Redick consigue por primera vez ser titular, logrando números aceptables, poco a poco va ganando la confianza de su entrenador, quien lo usaría en la etapa final de los playoffs, siendo una figura importante saliendo del banco
En la temporada 2009-2010, Redick ya goza de la confianza de su equipo y entrenador, siendo él el sustituto de lujo para Vince Carter, y también siendo titular en las lesiones de este, JJ está demostrando todo lo que hizo en Duke para conseguir tanta fama, por primera vez en años está mostrando el nivel que lo llevó a ser pick número 11.
La temporada 2010-11, sin duda la más completa para Redick, en esta vuelve a firmar contrato con los Magic, a pesar de la oferta de los Chicago Bulls, al ser agente restringido los Magic, pueden igular la oferta, y sin duda la confianza que se le dio este año demostraba que podía jugar. JJ se convierte en titular las mayoría de los partidos desplanzando así de la titularidad a Vince Carter quien no estaba rindiendo al nivel que se esperaba, teniendo partidos importantes la prensa mundial reconoce que volvía a tener confianza en su tiro y su nivel era el mismo que lo llevó a ser 11 pick en el draft, por lo que se convirtió en un jugador determinante. La temporada generaba muchas dudas, la baja de nivel de ciertos jugadores obligó a Ottis Smith a traer a jugadores como Gilbert Arenas, Jason Richardson, Erick Clark, y otros, que obligaron a JJ Redick a volver al banco, no cambiando su efectividad y siendo determinante con sus triple.
En los playoffs, se vieron superados porqué Atlanta Hawks quienes los barrieron de la serie 4 a 2, siendo el último partido de Redick de 14 puntos.

Con los Clippers en 2013.

El 21 de febrero de 2013, Redick fue traspasado a los Milwaukee Bucks junto con Ish Smith y Gustavo Ayon a cambio de Beno Udrih, Doron Lamb y Tobias Harris.
El 10 de julio de 2013, Redick fue firmado y traspasado a Los Angeles Clippers, en un acuerdo de tres equipos que también incluyó a los Milwaukee Bucks y a los Phoenix Suns.
En julio de 2017 firma por una temporada con los Philadelphia 76ers.
Tras dos temporadas en Philadelphia, y con su mejor registro anotador (18 ppp), el 30 de junio de 2019, llega a un acuerdo con los New Orleans Pelicans por $26,5 millones en dos años.
Tras temporada y media en New Orleans, el 25 de marzo de 2021, es traspasado junto a Nicolò Melli a Dallas Mavericks, a cambio de Wes Iwundu y James Johnson.
Los 13 partidos que disputó con Dallas fueron los últimos de su carrera como profesional, después de anunciar, el 21 de septiembre de 2021, su retirada del baloncesto tras 15 años en la NBA.

"All good things must come to an end. It's a cliche that's used often but rarely does it hold its true meaning. This, however, is not one of those instances."
"Todo lo bueno tiene que llegar a su fin. Es un cliché que se utiliza a menudo, pero rara vez tiene su verdadero significado. Sin embargo, este no es uno de esos casos."

### Entrenador
El 20 de junio de 2024 se hace oficial su contratación como técnico principal de Los Angeles Lakers.

## Estadísticas de su carrera en la NBA
|  | Líder de la liga |

### Temporada regular
| Año     | Equipo        | PJ  | PT  | MPP  | %TC  | %3P  | %TL  | RPP | APP | ROB | TPP | PPP  |
| ------- | ------------- | --- | --- | ---- | ---- | ---- | ---- | --- | --- | --- | --- | ---- |
| 2006-07 | Orlando       | 42  | 0   | 14.8 | .410 | .388 | .900 | 1.2 | .9  | .3  | .0  | 6.0  |
| 2007-08 | Orlando       | 34  | 0   | 8.1  | .444 | .395 | .794 | .7  | .5  | .1  | .0  | 4.1  |
| 2008-09 | Orlando       | 64  | 5   | 17.4 | .391 | .374 | .871 | 1.7 | 1.1 | .3  | .0  | 6.0  |
| 2009-10 | Orlando       | 82  | 9   | 22.0 | .439 | .405 | .860 | 1.9 | 1.9 | .3  | .0  | 9.6  |
| 2010-11 | Orlando       | 59  | 5   | 25.4 | .441 | .397 | .875 | 1.9 | 1.7 | .5  | .0  | 10.1 |
| 2011-12 | Orlando       | 65  | 22  | 27.2 | .425 | .418 | .911 | 2.3 | 2.5 | .4  | .1  | 11.6 |
| 2012-13 | Orlando       | 50  | 11  | 31.5 | .450 | .390 | .891 | 2.4 | 4.4 | .6  | .1  | 15.1 |
| 2012-13 | Milwaukee     | 28  | 2   | 28.7 | .403 | .318 | .918 | 1.9 | 2.7 | .3  | .1  | 12.3 |
| 2013-14 | L.A. Clippers | 35  | 34  | 28.2 | .455 | .395 | .915 | 2.1 | 2.2 | .8  | .1  | 15.2 |
| 2014-15 | L.A. Clippers | 78  | 78  | 30.9 | .477 | .437 | .901 | 2.1 | 1.8 | .5  | .1  | 16.4 |
| 2015-16 | L.A. Clippers | 75  | 75  | 28.0 | .480 | .475 | .888 | 1.9 | 1.4 | .6  | .1  | 16.3 |
| 2016-17 | L.A. Clippers | 78  | 78  | 28.2 | .445 | .429 | .891 | 2.2 | 1.4 | .7  | .2  | 15.0 |
| 2017-18 | Philadelphia  | 70  | 70  | 30.2 | .460 | .420 | .904 | 2.5 | 3.0 | .5  | .1  | 17.1 |
| 2018-19 | Philadelphia  | 76  | 63  | 31.3 | .440 | .397 | .894 | 2.4 | 2.7 | .4  | .2  | 18.1 |
| 2019-20 | New Orleans   | 60  | 36  | 26.3 | .453 | .453 | .892 | 2.5 | 2.0 | .3  | .2  | 15.3 |
| 2020-21 | New Orleans   | 31  | 0   | 18.6 | .407 | .364 | .957 | 1.7 | 1.3 | .3  | .1  | 8.7  |
| 2020-21 | Dallas        | 13  | 0   | 11.3 | .358 | .395 | .800 | .9  | .8  | .2  | .1  | 4.4  |
| Total   | Total         | 940 | 488 | 25.5 | .447 | .415 | .892 | 2.0 | 2.0 | .4  | .1  | 12.8 |

### Playoffs
| Año   | Equipo        | PJ  | PT | MPP  | %TC  | %3P   | %TL   | RPP | APP | ROB | TPP | PPP  |
| ----- | ------------- | --- | -- | ---- | ---- | ----- | ----- | --- | --- | --- | --- | ---- |
| 2007  | Orlando       | 1   | 0  | 11.0 | .500 | 1.000 | .000  | .0  | 2.0 | .0  | .0  | 3.0  |
| 2008  | Orlando       | 2   | 0  | 5.0  | .000 | .000  | .000  | .5  | .0  | .0  | .0  | .0   |
| 2009  | Orlando       | 16  | 8  | 20.4 | .373 | .404  | .929  | 1.2 | 1.9 | .5  | .6  | 6.0  |
| 2010  | Orlando       | 14  | 0  | 19.2 | .423 | .429  | .857  | 1.7 | 1.4 | .7  | .0  | 7.5  |
| 2011  | Orlando       | 6   | 0  | 20.0 | .357 | .067  | .750  | 1.8 | 1.0 | .2  | .2  | 6.7  |
| 2012  | Orlando       | 5   | 0  | 24.6 | .432 | .211  | .857  | 1.0 | 3.2 | .2  | .0  | 10.8 |
| 2013  | Milwaukee     | 4   | 0  | 17.3 | .440 | .333  | 1.000 | .8  | 1.3 | .3  | .0  | 7.3  |
| 2014  | L.A. Clippers | 13  | 13 | 27.0 | .459 | .400  | .962  | 1.7 | 1.5 | .8  | .0  | 13.3 |
| 2015  | L.A. Clippers | 14  | 14 | 38.6 | .435 | .398  | .943  | 2.1 | 1.7 | .7  | .4  | 14.9 |
| 2016  | L.A. Clippers | 13  | 13 | 27.7 | .430 | .355  | .667  | 2.0 | .8  | .2  | .2  | 13.5 |
| 2017  | L.A. Clippers | 7   | 7  | 29.4 | .380 | .346  | .850  | 1.7 | .9  | .3  | .0  | 9.1  |
| 2018  | Philadelphia  | 10  | 10 | 34.2 | .444 | .347  | .857  | 1.5 | 2.6 | .8  | .1  | 18.2 |
| 2019  | Philadelphia  | 12  | 12 | 31.3 | .435 | .414  | .850  | 1.4 | 1.6 | .1  | .3  | 13.4 |
| Total | Total         | 110 | 70 | 26.5 | .425 | .371  | .879  | 1.6 | 1.6 | .5  | .1  | 10.9 |

## Estadísticas como entrenador
| Equipo      | Año     | P  | V  | D  | V–D% | Finalizado     | PP | VP | DP | PV–D% | Resultado               |
| ----------- | ------- | -- | -- | -- | ---- | -------------- | -- | -- | -- | ----- | ----------------------- |
| L.A. Lakers | 2024-25 | 82 | 50 | 32 | .610 | 1.º en Pacific | 5  | 1  | 4  | .200  | Pierde en primera ronda |
| Total       | Total   | 82 | 50 | 32 | .610 |                | 5  | 1  | 4  | .200  |                         |

## Logros y reconocimientos
- Jugador del Año de la ACC (2005 y 2006)
- MVP Torneo ACC (2005, 2006)
- Premio Adolph Rupp (2005, 2006)
- Universitario del Año (2006)
- Premio John R. Wooden (2006)
- Oscar Robertson Trophy (2006)
- 1.er Equipo All-American (2006)
- 1 vez líder de la liga en porcentaje de triples en una temporada (2015/16).

## Vida personal
JJ es hijo de Jeanie y Ken Redick. Su padre jugó al baloncesto universitario en la Ohio Wesleyan University.
Sus hermanas gemelas mayores, Catie y Alyssa, jugaron también para la Campbell University. Su hermano menor, Davidm Su hermana pequeña, Abigail, jugó al baloncesto en Virginia Tech y en la Drexel University. Su hermano menor, David, jugó al fútbol americano en la Marshall University.
Redick fue apodado "JJ" de pequeño porque sus hermanas gemelas repetían su apodo original de "J".
Se licenció en Historia y Antropología Cultural por la Universidad Duke.
Redick es Cristiano, y lleva cuatro tatuajes con versos de la Biblia: Isaiah 40:31, Joshua 1:9, Psalm 40:1–3, y Philippians 4:13.
El 13 de junio de 2006, fue detenido y acusado de conducir bajo los efectos del alcohol en el condado de Durham, Carolina del Norte. Su nivel de alcohol en sangre era de 0,11, mientras que el límite legal en Carolina del Norte es de 0,08. Quedó en libertad bajo fianza de 1.000 dólares poco después de su detención y posteriormente se declaró culpable.
El 26 de junio de 2010, se casó con Chelsea Kilgore, con la que tiene dos hijos, Knox y Kai.
Tras su retirada se unió a la cadena ESPN como analista y comentarista deportivo.
Desde julio de 2020 emite un podcast de tertulias sobre NBA, junto a Tommy Alter, llamado The Old Man and the Three. En marzo de 2024 lanza un nuevo podcast junto a LeBron James titulado Mind the Game.